# Masalina Góra
Masalina Góra – część wsi Przeginia w Polsce, położona w województwie małopolskim, w powiecie krakowskim, w gminie Jerzmanowice-Przeginia.
W latach 1975–1998 Masalina Góra administracyjnie należała do województwa krakowskiego.